# Песчаха (Торопецкий район)
Песчаха — опустевшая деревня в Торопецком районе Тверской области. Входит в состав Василёвского сельского поселения.

## История
На топографической карте Фёдора Шуберта, изданной в 1871 году обозначено сельцо Песчаха.
В списке населённых мест Псковской Губернии за 1885 год значится усадьба Пещаха (Песчаха). Входила в состав Туровской волости Торопецкого уезда. Имела 3 двора и 7 жителей.
На карте РККА 1923—1941 годов обозначена деревня Песчаха. Имела 8 дворов.

## География
Деревня расположена примерно в 13 км к северо-востоку от районного центра Торопец.

## Климат
Деревня, как и весь район, относится к умеренному поясу северного полушария и находится в области переходного климата от океанического к материковому. Лето с температурным режимом +15…+20 °С (днём +20…+25 °С), зима умеренно-морозная −10…−15 °С; при вторжении арктических воздушных масс до −30…-40 °С.
Среднегодовая скорость ветра 3,5—4,2 метра в секунду.

## Население
| 2010 |
| ---- |
| 0    |